# Xã Point Pleasant, Quận Warren, Illinois
Xã Point Pleasant (tiếng Anh: Point Pleasant Township) là một xã thuộc quận Warren, tiểu bang Illinois, Hoa Kỳ. Năm 2010, dân số của xã này là 157 người.